# エヴァルト・フリードリヒ・フォン・ヘルツベルク
エヴァルト・フリードリヒ・フォン・ヘルツベルク伯爵（ドイツ語: Ewald Friedrich Graf von Hertzberg、1725年9月2日 - 1795年5月22日）は、プロイセン王国の政治家。

## 生涯
1725年9月2日、ロティンで生まれた。父はカスパール・デトロフ・フォン・ヘルツベルク（Kaspar Detlof von Hertzberg）。1739年よりシュテッティンのマリエンシュティフツギムナジウムで古典学と歴史を学んだ後、1742年にハレ大学に入学して法理学を学び、1745年に法学博士になった。同時期には大学で歴史と哲学（クリスティアン・ヴォルフの下で学んだ）も学んだ。博士論文はJus publicum Brandenburgicumというタイトルだったが、当時のブランデンブルクを批判したものだったため出版されなかった。直後に公務員になり、最初に公文書局に入り、1750年に局長になった後、外務省に転じ、1763年にCabinetsminister（閣僚）を務めるに至った。
ヘルツベルクは外務大臣としてプロイセンの政策に大きな影響を与えた。1756年に七年戦争が勃発すると、政治作家としてUrsachen, die S.K.M. in Preussen bewogen haben, sich wider die Absichten des Wienerischen Hofes zu setzen und deren Ausführung zuvorzukommen（『プロイセン王がウィーンの宮廷の意図に反対して、それを阻止するに至った動機』）を書いた。1757年のコリンの戦いでプロイセン軍が敗れると、ポメラニア州に向かって守備を固め、シュテッティンとコルベルクの要塞に守備軍を集結させた。1762年のスウェーデンとの講和を成功させた後、1763年のフベルトゥスブルク条約締結にも貢献した。
ヘルツベルクは七年戦争が終戦した後もプロイセンの外交政策を主導、1772年にプロイセンによるポーランド領の一部への主張（第一次ポーランド分割）を擁護、1778年のバイエルン継承問題と1779年のテッシェン条約に向けた交渉にも参加した。一方で1784年のミュンスター司教選挙ではプロイセンの国益を守ることに失敗した（マクシミリアン・フランツ・フォン・エスターライヒが選出された）。1784年には君侯同盟を研究した回想録が出版され、ヘルツベルクは著作の中で同盟を支持した。1785年にはErklärung der Ursachen, welche S.M. in Preussen bewogen haben, ihren hohen Mitständen des Reichs eine Association zur Erhaltung des Reichssystems anzutragen（『プロイセン国王が帝国諸侯に帝国の制度を守ることを目的とした同盟を提案した動機への説明』）を出版したが、君侯同盟への支持によりプロイセン王フリードリヒ2世の弟ハインリヒ王子などの政敵を作ってしまった。君侯同盟自体は神聖ローマ帝国の改革には失敗したものの、神聖ローマ皇帝ヨーゼフ2世によるバイエルン選帝侯領の併合を阻止することには成功した。1785年、アメリカ合衆国とアメリカ・プロイセン友好通商条約を締結した。
ヘルツベルクはフリードリヒ2世と親しい間柄で、1786年にフリードリヒ2世が死去してフリードリヒ・ヴィルヘルム2世が国王に即位したときも影響力を保った。彼が1786年に伯爵に叙されたことが影響力を保った証拠であった。1786年から1787年にかけての回想録によると、この時期も以前と同じく、グレートブリテン王国との友好を保ってハプスブルク家に対抗する政策をとり続けた。フランス王国にも対抗したため、ヘルツベルクはフリードリヒ・ヴィルヘルム2世の気が進まないままネーデルラント進駐を敢行した。しかし、1788年に英普蘭の三国同盟が締結されたときにはフリードリヒ・ヴィルヘルム2世との不和が生じ始めた。墺土戦争と露土戦争の最中であったオーストリアとロシアに仲介を申し出て、その代償にダンツィヒとトルンを獲得しようとしたことと、ポーランド・リトアニア共和国の完全消滅に反対したことで不和が大きくなり、1790年にはウィリアム・ピットの圧力に屈してライヒェンバッハ条約を締結することに嫌々ながら了承した。やがて、ヘルツベルクがフリードリヒ・ヴィルヘルム2世の外交政策、特にロシアへの攻撃の計画を批判した手紙が明るみに出たことで、彼は1791年7月5日に罷免された。以降も外交政策への介入を試みたがことごとく失敗に終わり、フリードリヒ・ヴィルヘルム2世の怒りを買った。以降、フリードリヒ・ヴィルヘルム2世はヘルツベルクへの敵意をあらわにし、公文書の閲覧を拒否したほか、ヘルツベルクの手紙を検閲することさえした。
文学面では1786年にベルリン・アカデミーの学芸員を務めたほか、1789年に王立協会フェローに選出された。当時のベルリン・アカデミーはフランス風だったが、ヘルツベルクは古ドイツ語と文学に興味を持ち、アカデミーに「ドイツ代表団」を設けてドイツ語の文法書と辞書を編修させた。
1795年5月22日、ベルリンで死去した。

## 評価
ブリタニカ百科事典第11版はヘルツベルクの率直で高潔な性格が外交官に適さないとの評したが、ヘルツベルクの理想がその死後に現実になったことを評価した。

## 家族
1752年、マリア・フォン・クナイプハウゼン（Maria von Knyphausen）と結婚した。2人は仲睦まじかったが、子供は生まれなかった。

## 関連図書
- Paul Bailleu (1880). "Hertzberg, Ewald Graf von". Allgemeine Deutsche Biographie (ドイツ語). Vol. 12. Leipzig: Duncker & Humblot. pp. 241–249.
- Stephan Skalweit: Hertzberg, Ewald Graf von. In: Neue Deutsche Biographie (NDB). Band 8, Duncker & Humblot, Berlin 1969, ISBN 3-428-00189-3, S. 715–717 (電子テキスト版).